# النظرية الموحدة العظمى

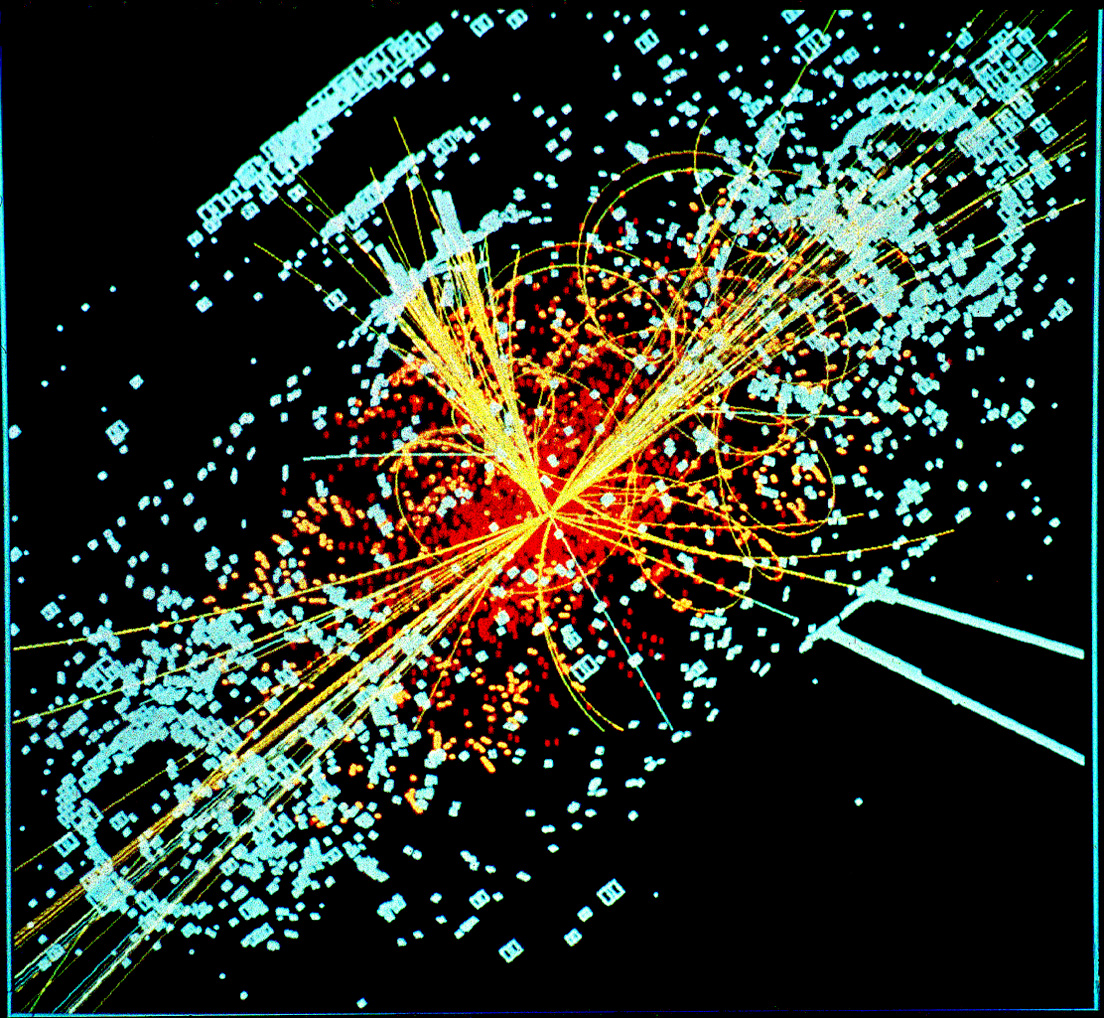

النظرية المُوَحَّدَة العظمى أو الكبرى grand unified theory أو اختصارا GUT هي إحدى نظريات الحقل الموحد المتشابهة أو نماذجها الفيزيائية التي تحاول توحيد ما يعتبر تناظرات غيجية gauge symmetry للقوى الأساسية : فوق الشحنة hypercharge ، القوة الضعيفة والكرموديناميك الكمومي quantum chromodynamics أو (QCD). ترتكز نظريات التوحيد العظمى على فكرة أنه في الطاقات العالية جدا، جميع التناظرات لها نفس قوة التزاوج الغيجية، وهذا يتوالف مع حقيقة أنها تعبيرات مختلفة لتناظر غيجي واحد. أي أن نظريات التوحيد العظمى تتنبأ أنه في الطاقات العالية فوق {\displaystyle 10^{14}} GeV : فإن القوة الكهرومغناطيسية والنووية الضعيفة والنووية القوية تندمج في قوة موحدة وحيدة. (Parker, B 1993, 'Overcoming some of the problems', pp. 259–279)
ضمن هذا الإطار : يأمل الفيزيائيون التوصل إلى توحيد بين القوى الكهرومغناطيسية والنووية الضعيفة في القوة الكهروضعيفة ، كما أنجز عمل كبير لتوحيد القوة الكهروضعيفة والكروموديناميك الكمومي لينتج تآثرات كروموديناميك كمومي-كهروضعيفة تدعى أحيانا القوة الكهروقوية electrostrong force. ويبقى هناك تطلع بأنه يمكن أن توحد قوة الثقالة مع التناظرات الغيجية الثلاث الأخرى لإنتاج نظرية كل شيء.

## نظريات مقترحة
- نظرية الأوتار
- نظرية-إم
- جاذبية كمية حلقية

## اقرأ أيضا
- نظرية كل شيء
- القوى الأساسية